# Розпізнавання образів (роман)
«Розпізнавання образів» (англ. Pattern Recognition) — роман канадського письменника-фантаста Вільяма Гібсона, опублікований 3 лютого 2003 року.
Дія, що відбувається в 2002 році, розповідає про Кейс Поллард, 32-річну консультантку з маркетингу, яка має загострену сприйнятливість корпоративних логотипів і символів. Сюжет розгортається в Лондоні, Москві та Токіо. Робота Кейс полягає в оцінці ефективності майбутніх корпоративних логотипів, але її наймають для пошуку творців анонімних відеороликів, що з'являються в Інтернеті.
Центральна тема книжки — це тяга людей знаходити смисли там, де їх немає. Також піднімаються питання про співвідношення мистецтва і комерції, про шляхи осмислення минулого.
Роман входить до трилогії «Книги Бігенда» під першим порядковим номером.

## Історія написання
Це восьмий роман Гібсона, але перший, дія якого відбувається в сучасному світі в нинішній час. Попередня робота, «Всі вечірки завтрашнього дня», була опублікована в 1999 році і завершує «Трилогію мосту». Роман «Розпізнавання образів» спочатку планувався як окремий твір, але після нього була написана ще «Країна примар», дія якої відбувається в тому ж світі (сучасному) і в неї включені деякі ті ж персонажі. Ім'я головної героїні Кейс («Cayce») відсилає до імені головного героя «Нейроманта», Кейс (Case).
З метою підготовки до написання нової книги, Гібсон їздив у 2001 році у Токіо. Але в Москві і Лондоні він тоді не побував і засновував опису місць на розповідях в інших інтернет-джерелах. Москва, за його поданням, стає схожа на темний світ раннього кіберпанку, в якому жили герої «Нейроманта». За словами автора, багато чого в романі навіяне музикою групи «Кино».
До вересня 2001 року Гібсон написав близько 100 сторінок, але виникли труднощі з написанням закінчення. Він припинив написання після того, як по телевізору побачив атаки 11 вересня, і зрозумів, що якщо він продовжить як раніше, то книга стане описом альтернативної історії, в якій атаки 11 вересня ніколи не відбувалися. Це не входило в його плани, тому спочатку він хотів кинути написання книги зовсім. Друзі з Нью-Йорка вмовили його повернутися до початку і уявити, як би він написав, знаючи про атаки. Кількома тижнями пізніше він переписав деякі частини таким чином, щоб атаки були однією з причин душевних страждань головного героя.

«До 11 вересня мої труднощі полягали в тому, що за задумом героїня знаходиться в пост-травматичному стані, після перенесеної трагедії. Я ніяк не міг придумати, що ж саме могло з нею статися. Я все шукав підходящий випадок, але після 11 вересня я знав, що з нею сталося, я знав, що трапилося з усіма, кого я знаю.»

## Сюжет
В Інтернеті стали з'являтися короткі, непов'язані відеофрагменти, але які чимось об'єднані. Ніхто не знає ні автора фрагментів, ні мети їх викладання. Може бути, що це частина вже готової стрічки, а може бути їх викладають в мережу по мірі появи. Існують цілі об'єднання людей, які вивчають фрагменти. В Японії, Америці, Великій Британії, всі хочуть дізнатися, хто і навіщо їх створює.
Кейс Поллард працює консультантом, виконує разові замовлення фірм-виробників або рекламних агенцій, допомагаючи їм вибрати логотип для нового товару. Вона вміє передбачати, що увійде в моду найближчим часом. Останній контракт вона уклала з рекламним агентством «Синій мураха» (англ. Blue Ant). Це агентство і наймає її для того, щоб вона знайшла автора фрагментів.
Незабаром з'ясовується, що на фрагментах є цифровий підпис, що може привести до їх творця. Тепер разом з Кейс пошуками займаються і її друзі по обидві сторони Атлантики.

## Персонажі
- Кейс Поллард (англ. Cayce Pollard) — 32-річна жінка, що живе в Нью-Йорку. Вона вимовляє своє ім'я як «Кейс» (англ. Case), хоча батьки назвали її в честь Едгара Кейсі. Використовує свій інтерес до маркетингових тенденцій і психологічну чутливість до логотипів і рекламі, працюючи як рекламний консультант. Її чутливість стає фобією до старих корпоративних талісманів, особливо до Бібендуму. Носить тільки чорне, як правило, старі бавовняні футболки Fruit of the Loom (зі зрізаними бирками) і джинси Levis (зі збитими торговельними марками на ґудзиках) або спідниці, панчохи, чоботи, а також льотну куртку MA-1 Buzz Rickson.
- Х'юберт Бигенд (англ. Hubertus Bigend) — 35-річний засновник рекламного агентства «Синій мураха». Народився в Бельгії, але вчився у британській школі-інтернаті і Гарвардському університеті.
- Доротея Бенедитти (англ. Dorotea Benedetti) — представник компанії, що займається графічним дизайном. Має досвід роботи в промисловому шпигунстві і була таємно найнята, щоб підштовхнути Кейс виїхати з Лондона, не прийнявши пропозицію Бигенда по пошуку фрагментів фільму.
- Бернард Стоунстріт (англ. Bernard Stonestreet) — представник рекламного агентства «Синій мураха».
- «Капюшон»/Пітер Гільберт (англ. «Parkaboy»/Peter Gilbert) — товариш Кейс з вебфоруму. Він живе в Чикаго і описує себе як «білого чоловіка середніх років з 1967 року».
- Бун Чу (англ. Boone Chu) — американець китайського походження, що живе в штаті Вашингтон, але виріс в Оклахомі. Володів стартап-компанією, що спеціалізувалася на безпеці і провалилася. Був найнятий для допомоги Кейс у пошуках творця фрагментів.
- Войтек Бирошек (англ. Voytek Biroshak) — блондин, народжений у Польщі і виріс у Росії. Купує і продає антикварні калькулятори для збору коштів на виставку комп'ютерів Sinclair ZX81.
- Деміен Піз (англ. Damien Pease) — 30-річний друг Кейс, у квартирі якого вона живе, поки знаходиться в Лондоні. Він відеорежисер, знімає документальний фільм про чорних археологів та їх розкопки під Сталінградом.
- Хоббс Баранов (англ. Hobbs Baranov) — колишній шифрувальник АНБ і математик. Колекціонує портативні арифмометри «Curta» і продає дані радіоелектронної розвідки. Живе близько Пулу в трейлері, який орендує у циган.
- Айві (англ. Ivy) — творець вебсайту, дискусійної групи чату «Фетиш: Фрагменти: Форум» (англ. Fetish: Footage: Forum), який відвідує Кейс. Метою сайту є обговорення викладених фрагментів фільму.

## Елементи стилю та сюжету
У романі використовується розповідь від третьої особи в теперішньому часі з похмурим тоном, що нагадує «постапокаліптицизм низького рівня». Спогади Кейсі про напади 11 вересня 2001 року, які коротко використовують майбутній час, розповідаються Гібсоном як «бенджамінівське насіння часу», як це називає один рецензент, через моністичні та ліричні описи ставлення Кейсі до об'єктів із нападами на задньому плані. У романі з'являються два неологізми : гендер-приманка і дзеркальний світ. Гібсон створив термін «дзеркальний світ», щоб визнати специфічну місцевість у виготовленому об’єкті, що виникла в результаті паралельного процесу розробки, наприклад, рух на протилежній стороні або різні електричні розетки. Гендерна приманка — це чоловік, який видає себе за жінку в Інтернеті, щоб отримати позитивну відповідь. Термін coolhunter, який не придумав Гібсон, але використовується в індустрії маркетингу протягом кількох років, використовується для опису професії Кейсі щодо виявлення коренів нових тенденцій.
Атаки 11 вересня 2001 року використані як мотив розриву з минулим з батьком Кейсі, який зникає під час нападів, як уособлення 20 століття. Гібсон розглядав атаки як вузлову точку, після якої «ніщо не є таким же». Один рецензент прокоментував, що «з точки зору Гібсона, 9—11 був кінцем історії; після нього ми залишилися без історії, рухаємося до невідомого майбутнього без переваг минулого — наше життя до 9—11 тепер не має значення». Пошуки Кейсі її батька та розкопки німецького бомбардувальника Демієном символізують історичний пошук методу інтерпретації дій людей у минулому. Примирення зі зникненням її батька можна інтерпретувати як реквієм за загиблими у 20 столітті, що могло бути під впливом того, що Гібсон змирився із втратою власного батька.
Кліпи — це мотив, який використовується для посилення теми бажання знайти сенс або виявити закономірності. Вони публікуються в Інтернеті та завойовують культ, так само як відеоблог lonelygirl15 отримав міжнародне читання у 2006 році. Корпоративний інтерес до кадрів викликають його оригінальність та глобальні методи розповсюдження. Персонажі сперечаються, чи є анонімні кліпи частиною повної розповіді чи незавершеною роботою, а також коли й де вони були зняті. Вважається, що ця загадкова природа кадрів метафорично представляє природу заплутаного та невизначеного майбутнього після 11 вересня. Автор Денніс Денверс зауважив, що кадри, які змонтовані до одного кадру, схожі на світ, стиснутий в один роман. Відео, вільно опубліковане для глобальної аудиторії з відсутністю індикаторів часу або місця, також було протиставлено програмі Pattern Recognition, написаній за контрактом для великої корпорації та в якій використовується обмежене видалення назв, що остаточно встановлює його в Лондоні, Токіо, а в Москві 2002 р.

## Прийняття публікою і нагороди
У США книга зайняла 4 місце в списку бестселерів за версією New York Times, а в Канаді — 3 місце в списку найбільш продаваних фантастичних книг за версією газети The Globe and Mail.
Висувалася в 2004 році на премію імені Артура Кларка і Британську премію НФ (BSFA). Автор перекладу книги, Красніков Микита, був відзначений як найкращий перекладач 2005 року на літературно-практичної конференції «Басткон».